# Thomas Hoenig

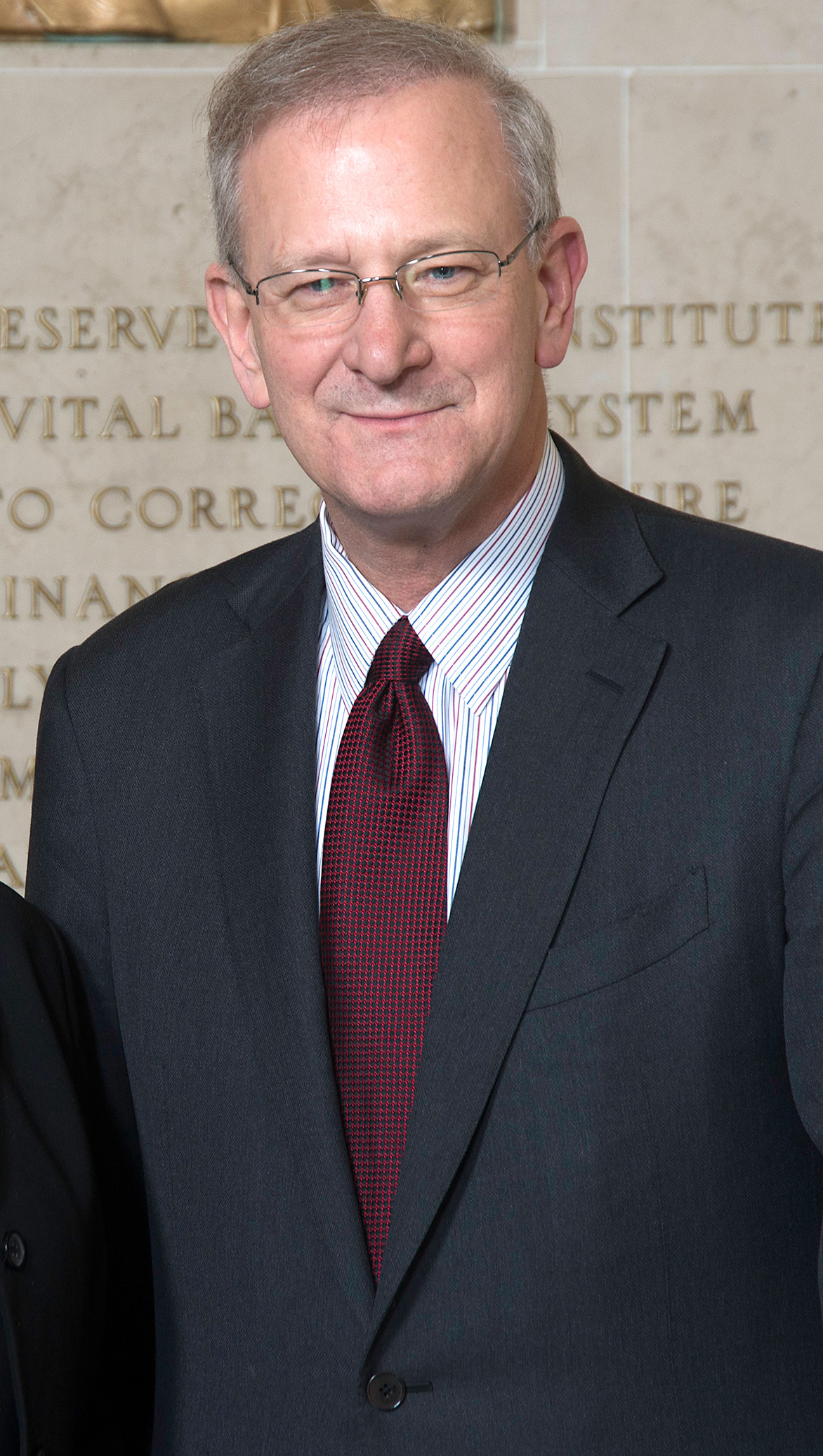
Thomas Hoenig

Thomas M. Hoenig (Fort Madison, 6 september 1946) was van 1 oktober 1991 tot 2011 de achtste chief executive van de Federal Reserve Bank van Kansas City. Hij resideert in Kansas City en is thans bezig aan een volledige termijn, die begonnen is op 1 maart 2001. In 2010 is hij stemgerechtigd lid van de Federal Open Market Committee (FOMC), als een van de vijf van de twaalf Federal Reserve Bank voorzitters, die bij jaarlijkse toerbeurt in de FOMC zitten. Hij staat bekend als een inflatiehavik.

## Toespraken/kritiek
Op 6 maart 2009 presenteerde Hoenig een wijd en zijd opgemerkte toespraak getiteld "Too Big Has Failed". Daarin uitte hij kritiek op de gekozen aanpak voor de kapitalisatie- en liquiditeitscrises en stelde alternatieve benaderingen voor.
Op 13 augustus 2010 uitte Hoenig in een toespraak in Lincoln, Nebraska opnieuw kritiek op de toenmalige actie van de Federal Reserve actie van een nulrentebeleid. Hij noemde dit "... een gevaarlijke gok.". Hij verklaarde ook "Er zullen manieren zijn om de groei van het bruto nationaal product te versnellen, maar in mijn ogen hoort een zeer expansief monetair beleid daar niet bij".